# Nikolaj Alexejevič Vozněsenskij
Nikolaj Alexejevič Vozněsenskij (Никола́й Алексе́евич Вознесе́нский, 1. prosince 1903 Ťoploje – 1. října 1950 Leningrad) byl sovětský ekonom a politik. Zastával vysoké funkce ve vládním aparátu, po smrti jeho ochránce Ždanova však ho v rámci tzv. leningradské aféry Ždanovovi nepřátelé zlikvidovali pomocí vykonstruovaného soudního procesu.

## Život

### Vzestup
Vozněsenskij byl synem písaře v lesnické kanceláři. Jeho starší bratr Alexander Vozněsenskij byl sovětský ekonom. Nikolaj Vozněsenskij byl v Komsomolu od roku 1919/20 a členem strany se stal v roce 1921. Roku 1924 navštěvoval ve Sverdlovsku stranickou vysokou školu. Poté byl funkcionářem strany v Donbasu. V roce 1925 se stal šéfredaktorem regionálních novin v Tule. Jeho kariéra pak nabrala rychlé obrátky. V roce 1930 promoval na Institutu rudé profesury, stal se v roce 1931 profesorem a v roce 1934 ve věku 31 let ředitelem tohoto ústavu. V roce 1935 byl na návrh prvního tajemníka leningradské strany Andreje Ždanova jmenován předsedou plánovací komise pro tuto oblast. V roce 1935 také získal doktorát politických věd.

### V centru moci
Ždanov, od konce 30. let druhý muž strany po Josefu Stalinovi, pokračoval v podpoře Vozněsenského. V roce 1938 byl Vozněsenskij jmenován předsedou Státní plánovací komise SSSR – nazývala se také Gosplan. Stal se tak vysoce postaveným členem vlády Sovětského svazu. V roce 1941, ve věku pouhých 38 let, obdržel od Stalina nově vytvořenou funkci místopředsedy Rady lidových komisařů (místopředsedy vlády) pro oblast ekonomických záležitostí v Radě ministrů SSSR. V roce 1942 byl jmenován do Státního výboru obrany SSSR – to byl vnitřní superkabinet s pouhými osmi členy, kterému předsedal Stalin.
Od roku 1941 do roku 1947 byl kandidátem politbyra. Od 28. února 1947 do 1. března 1949 byl řádným členem politbyra Komunistické strany Sovětského svazu, nejvyššího politického orgánu SSSR.

### Obětí Stalina a Beriji
Krátce po smrti svého ochránce Ždanova v roce 1948 Vozněsenskij náhle a bez jakéhokoli vysvětlení zmizel z veřejného života. Počátkem roku 1949 podlehl intrikám Ždanovových nepřátel Lavrentije Beriji a Georgije Malenkova a stal se obětí zkonstruované tzv. Leningradské aféry. Nikita Chruščov to ve své řeči na XX. sjezdu strany popsal slovy: „Stalinovy neuvěřitelné podezíravosti rafinovaně využíval odporný provokatér a podlý nepřítel Berija, který vyhladil tisíce komunistů a poctivých sovětských lidí. Povýšení Vozněsenského a Kuzněcova nahánělo Berijovi strach. Jak bylo nyní zjištěno, právě Berija "podstrkoval" Stalinovi materiály v podobě oznámení, anonymních dopisů, v podobě různých zvěstí a řeči, které spolu se svými pomahači vykonstruoval.“ Vozněsenskij byl 1. března 1949 vyloučen z politbyra. V září 1950 proběhlo soudní řízení proti němu a dalším úředníkům strany obviněným z boje proti straně a jejím ústřednímu výboru. On a tajemník Ústředního výboru pro záležitosti státní bezpečnosti Alexej Kuzněcov, předseda Rady ministrů ruské RSFSR Michail Rodionov, první tajemník leningradské strany Pjotr Popkov (1903–1950) a mnoho dalších vysokých stranických činitelů přišlo o život. Byly uváděny následující důvody, proč Stalin zlikvidoval vynikajícího, ale také elitářského Vozněsenského: Nesrovnalosti v ekonomických statistikách Gosplanu (tvrzení Beriji a Malenkova) a Berijova zpráva Stalinovi, podle které Vozněsenskij v roce 1941 – když Stalin byl v krizi – povzbuzoval Molotova, aby Stalina nahradil.
Okolnosti Vozněsenského smrti jsou nejasné. Předpokládá se, že byl zastřelen krátce po vynesení rozsudku. Podle Dmitrije Volkogonova však S. I. Semin informoval, že Vozněsenskij byl ve vězení ještě tři měsíce poté, co byl odsouzen k smrti zastřelením. Teprve v prosinci prý byl transportován nákladním autem do Moskvy v lehkém oblečení a pravděpodobně při tom umrzl.
Vozněsenskij byl od roku 1928 ženat s Marií Andrejevnou Litvinovovou (1909–2000) a měl dvě dcery.
Na počátku destalinizace byl Vozněsenskij v dubnu 1954 rehabilitován.

## Vyznamenání
- Leninův řád (2×)
- Stalinova cena